# La Bataille d'Ostie (Raphaël)
La Bataille d'Ostie est une fresque (environ 550 × 670 cm) de Raphaël et de ses collaborateurs, datant de 1514 et située dans la Chambre de l'Incendie de Borgo, l'une des quatre Chambres de Raphaël au Vatican.

## Histoire

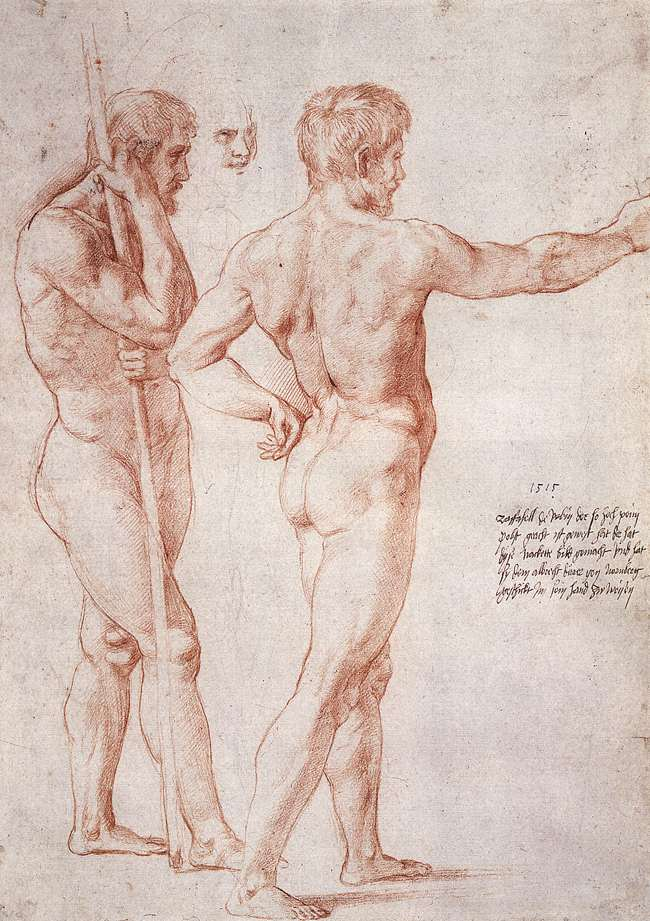
Dessin préparatoire de Raphaël, offert à Dürer.

Raphaël commence à travailler sur la troisième Chambre peu de temps après l'élection du pape Léon X. Le pontife, peut-être inspiré par la scène de La Rencontre entre Léon Ier le Grand et Attila dans la Chambre d'Héliodore, dans laquelle il a inséré son propre portrait à la place de celui de Jules II, choisit comme thème de la décoration, la célébration des papes portant son nom, Léon III et IV, dont les récits, tirés du Liber Pontificalis, font allusion au pontife actuel, à ses initiatives et à son rôle.
La première fresque  terminée est celle de L'Incendie de Borgo, qui a ensuite donné son nom à la pièce. Les interventions dédicacées du maître y sont toujours cohérentes, tandis que dans les épisodes suivants, les nouveaux engagements pris par Raphaël envers le pape (à la basilique Saint-Pierre et pour les tapisseries de la chapelle Sixtine) rendent nécessaire une intervention des aides de plus en plus visible, parmi lesquels se distinguent Jules Romain, Giovan Francesco Penni et Giovanni da Udine.
Dans La Bataille d'Ostie, les personnages de droite sont attribués à Jules Romain, les architectures et les navires à Giovanni da Udine, tandis que le maître est peut-être intervenu dans les portraits du pape et des cardinaux. Les nombreux repeints remontent aux restaurations de Carlo Maratta au XVIIe siècle.
Le dessin de la scène est attribué exclusivement à Raphaël, dont il reste plusieurs études. L'une d'elles, concernant les deux personnages à l'extrême gauche, et aujourd'hui au musée de l'Albertina, a été offerte par Raphaël à Albrecht Dürer en échange d'une aquarelle du célèbre artiste allemand ; comme d'habitude, les personnages sont représentés sans vêtements afin d'étudier leur anatomie. L'étude est annotée par Dürer. Les deux figures du dessin ont été préparées avec une pointe métallique, puis exécutées avec de fines touches de sanguine.

## Description et style

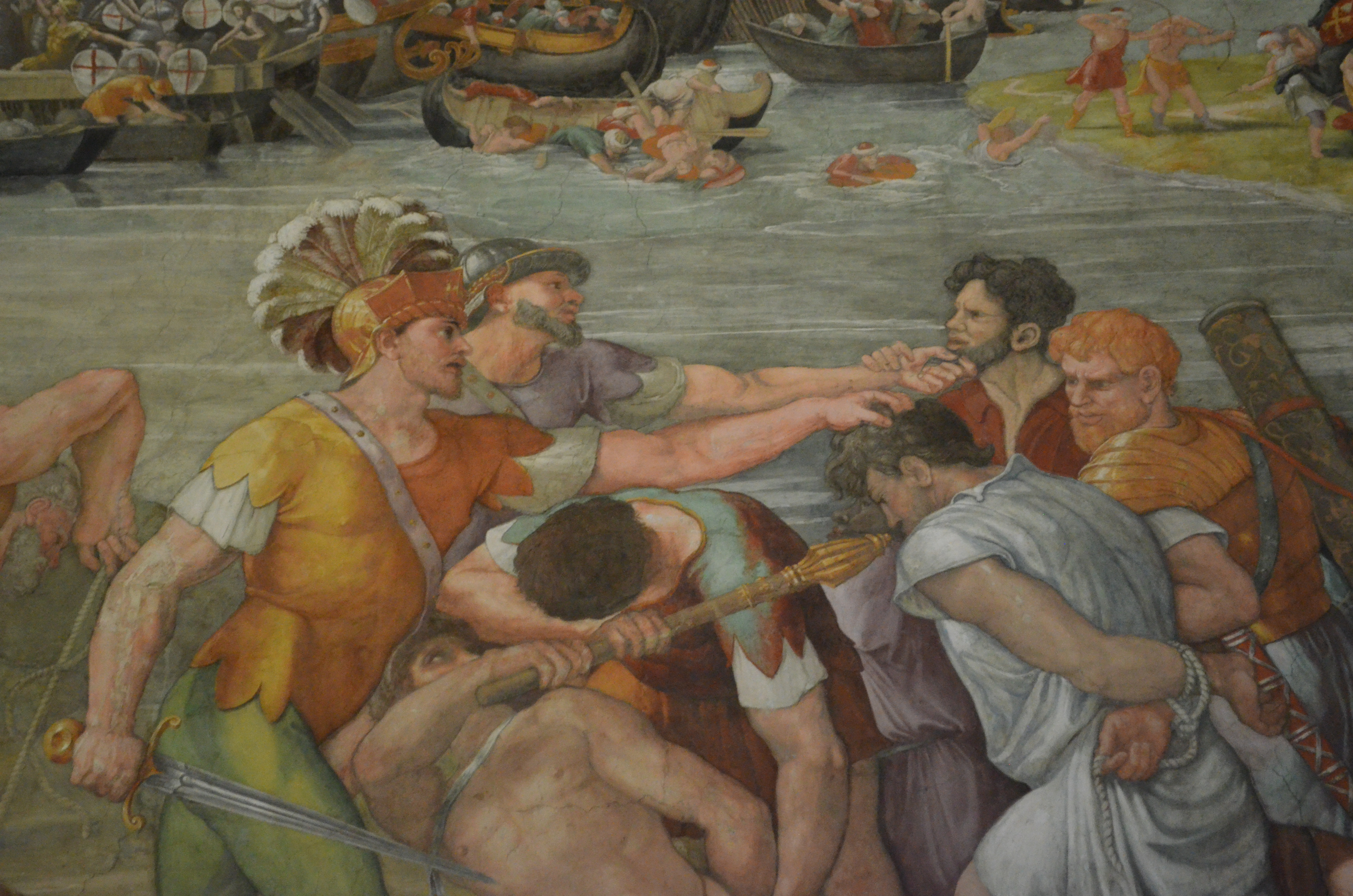
Détail.)

La fresque fait référence à la bataille qui a eu lieu à Ostie en 849, lorsque les galères des duchés de Naples, d'Amalfi, de Gaeta et de Sorrente, sous le commandement du consul Cesario, fils de Serge Ier  de Naples, sont venues à la rescousse du pape Léon IV, attaquant victorieusement la flotte sarrasine qui prévoyait de remonter le Tibre pour envahir, piller et dévaster Rome. Dans la fresque, le pape, à gauche et en train de rendre grâce, a les traits de Léon X. La scène fait allusion à une croisade invoquée par ce dernier contre les Turcs ottomans.
Parmi les différents personnages qui composent la suite du pape, deux cardinaux sont situés derrière lui ; celui de droite doit être le portrait du cardinal Bibbiena et celui de gauche du cardinal Giulio de' Medici, futur pape Clément VII.
Au centre, sont représentées la forteresse d'Ostie et la bataille qui fait rage entre les deux flottes ; à droite, au premier plan, des prisonniers musulmans, appelés « captifs », sont débarqués et emmenés ligotés devant le pontife, où ils s'agenouillent en signe de soumission, selon un thème dérivé de l'art romain.

## Noter
1. 1 2  De Vecchi-Cerchiari, cit., p. 209-210.
2. 1 2 3  De Vecchi, Raffaello, cit., p. 113.
3. ↑  Zuffi, cit., p. 95.
4. ↑  Roma e lo stile classico di Raffaello 1515-1527, a cura di K. Oberhuber, catalogo di A. Gnann, Milano, Electa, 1999, p. 64
5. ↑  De Vecchi, Raffaello, cit., p. 112.

## Source de traduction
- (it) Cet article est partiellement ou en totalité issu de l’article de Wikipédia en italien intitulé « Battaglia di Ostia (Raffaello) » (voir la liste des auteurs).